# Zero the Kamikaze Squirrel
Zero the Kamikaze Squirrel est un jeu vidéo de plates-formes sorti en 1994. Le jeu a été développé par Iguana Entertainment. Il se situe dans le même univers que le jeu Aero the Acro-Bat.

## Accueil
- Electronic Gaming Monthly : 8,3/10 (MD)[1]
- Mean Machines : 82 % (MD)[2]